# Имре Пајер
Имре Пајер (мађ. Payer Imre; 10. октобар 1886) је био мађарски фудбалер. Био је члан фудбалске репрезентације Мађарске на фудбалском турниру на Летњим олимпијским играма 1912. године.

## Играчка каријера

### Клубови
Своју фудбалску каријеру Имре Пајер је започео у Ђеру одакле је 1910. године прешао у Ференцварош. Био је први сертификовани фудбалер Ференцвароша а да није из Будимпеште. Са Фрадијем је освојио четири лигашке титуле и једну титулу победника Купа Мађарске. За Ференцварош је одиграо 166 мечева (90 лигашких, 51 интернационалних, 25 домаћих наградних мечева) и постигао 20 голова (13 лигашких, 7 осталих). Напустио је удружење 1919. и кратко играо у Бечу. Завршио је активни фудбал у тиму Зугло АК 1921. године.

### Репрезентација
Између 1911. и 1918. наступио је у репрезентацији 21 пут и постигао је 4 гола. Био је члан репрезентације која је заузела 5. место на Олимпијским играма у Стокхолму 1912. године.
Своју прву утакмицу за репрезентацију Мађарске је одиграо 5. новембра 1911. године у Будимпешти, када је Мађарска играла против Аустрије и победила са 2 : 0.

## Тренер
Од 1921. радио је и као тренер у Италији. Углавном је радио за друголигаше и трећелигаше до 1950. године. У Италији је од познатијих клубова тренирао Венецију, Атланту, Сампдорију, Удинезе, Леко, затим нижелигашке клубове Бреша ФбК, Модена, Карарезе, Савона, Ентела Кјавари, Сан Ђовани, Гросето и Масезе.
Међу својим ученицима поменуо је Бруна Вентуринија, Ахила Пичинија, Либера Маркинија, Анибалеа Фросија и Јожефа Виолу. Кући се вратио 1955. године, пошто више није могао да добије тренерски посао у Италији, па му више није било могуће да живи од тренерског посла.

## Достигнућа

### Играч
- Летње олимпијске игре
  - 5.: 1912. Стокхолм
- Првенство Мађарске
  - шампион: 1909/10, 1910/11, 1911/12, 1912/13.
- Куп Мађарске
  - победник: 1913.